# Lumbucán
Lumbucán, también conocida como Isla Triángulo,
es una isla situada en Filipinas en el  grupo de Balábac, adyacente a la isla de Paragua.
Administrativamente forma parte del barrio de Melville  del municipio filipino de Balábac  de tercera categoría perteneciente a la provincia  de Paragua en  Mimaro,  Región IV-B de Filipinas.

## Geografía
El barrio de Melville ocupa el extremo sur de la sur de la isla.
Esta isla se encuentra situada 16 kilómetros al este de la Balábac. El canal de Comirán, al norte, le separa en una distancia de 8700 metros de la isla del mismo nombre, mientras que al sur, el canal de Lumbucán  la separa del arrecife de Simanahán.
Esta pequeña isla, rodeada por un arrecife, tiene una extensión superficial de aproximadamente 0,75 km², 1360 metros de largo, en dirección este-oeste, y unos escasos 1100 metros de ancho. La isla de Salingsingán se encuentra 28.700 metros al sur.